# Koniușkiv, Brodî
Koniușkiv (în ucraineană Конюшків) este un sat în comuna Iazlivciîk din raionul Brodî, regiunea Liov, Ucraina.

## Demografie
Componența lingvistică a localității Koniușkiv
     Ucraineană (99,74%)
     Alte limbi (0,26%)
Conform recensământului din 2001, majoritatea populației localității Koniușkiv era vorbitoare de ucraineană (99,74%), existând în minoritate și vorbitori de alte limbi.